# Michael Douglas (Politiker)
Michael A. S. Douglas (* 1940 in Portsmouth, Dominica; † 30. April 1992) war ein Politiker der Dominica Labour Party (DLP) aus Dominica.

## Leben
Michael Douglas, Sohn eines wohlhabenden Unternehmers und Kokosnussfarmers, absolvierte ein Maschinenbaustudium und wurde als Kandidat der Dominica Labour Party (DLP) bei den Wahlen am 24. März 1975 erstmals zum Mitglied des House of Assembly gewählt, des Unterhauses von Dominica. Dort vertrat er bis zur nach seinen Wiederwahlen am 21. Juli 1980, am 1. Juli 1985 sowie am 28. Mai 1990 bis zu seinem Tode am 30. April 1992 den Wahlkreis Portsmouth.
Kurz nach seiner erstmaligen Wahl zum Abgeordneten wurde Douglas am 31. März 1975 von Premier Patrick John als Minister für Landwirtschaft, Ländereien, Fischerei und Genossenschaften (Minister of Agriculture, Lands, Fisheries, and Cooperatives) in dessen Kabinett berufen. Nach einer Regierungsumbildung übernahm er 1976 den Posten als Minister für Kommunikation, öffentliche Arbeiten und Wasserkraft (Minister of Communications, Works and Hydraulics).
Nach dem Machtverlust der DLP bei den Wahlen vom 21. Juli 1980 erfolgte unter Douglas mit Unterstützung durch den früheren Premierminister Oliver Seraphin und dem ehemaligen Minister Henry Dyer ab 1984 ein Neuaufbau der Dominica Labour Party, die sich 1985 mit der United Dominica Labour Party (UDLP) sowie der Dominica Liberation Movement Alliance (DLMA) zur neuen DLP zusammenschloss. Er wurde Parteivorsitzender, unterlag aber bei den Wahlen am 1. Juli 1985 sowie am 28. Mai 1990 jeweils Premierministerin Mary Eugenia Charles von der Dominica Freedom Party (DFP)
. Nachdem die DLP bei den Wahlen am 1. Juli 1985 mit vier Sitzen zweitstärkste Kraft wurde, wurde er Oppositionsführer. Die Funktion des Leader of the Opposition übte er bis zur Wahl am 28. Mai 1990 aus und wurde dann von Edison James abgelöst, dessen United Workers Party (UWP) sechs Sitze gewann. Nachdem er am 30. April 1992 an einer Krebserkrankung verstorben war, übernahm sein jüngerer Bruder Roosevelt „Rosie“ Bertrand Douglas den Posten als Vorsitzender der DLP.
Aus seiner Ehe mit Olive „Nurse“ Douglas ging sein Sohn Ian Douglas hervor, der seit 2005 ebenfalls Mitglied des House of Assembly sowie Minister verschiedener Ressorts ist. Ihm zu Ehren wurde der Michael Douglas Boulevard entlang des Picard River in Saint John benannt.